# Doświadczenie zawodowe
Doświadczenie zawodowe – doświadczenie uzyskane w trakcie zatrudnienia, wykonywania innej pracy
zarobkowej, prowadzenia działalności gospodarczej lub odbywania stażu przez okres co najmniej 3 miesięcy.